# Бой при Туре (1849)

Бой при Туре (венг. Turai csata) — кавалерийское сражение у села Тура между венгерской кавалерийской дивизией генерала Аристида Дешевфи и русским кавалерийским отрядом во главе с генерал-лейтенантом А. П. Толстым, произошедшее во время Войны за независимость Венгрии 1848—49 годов.

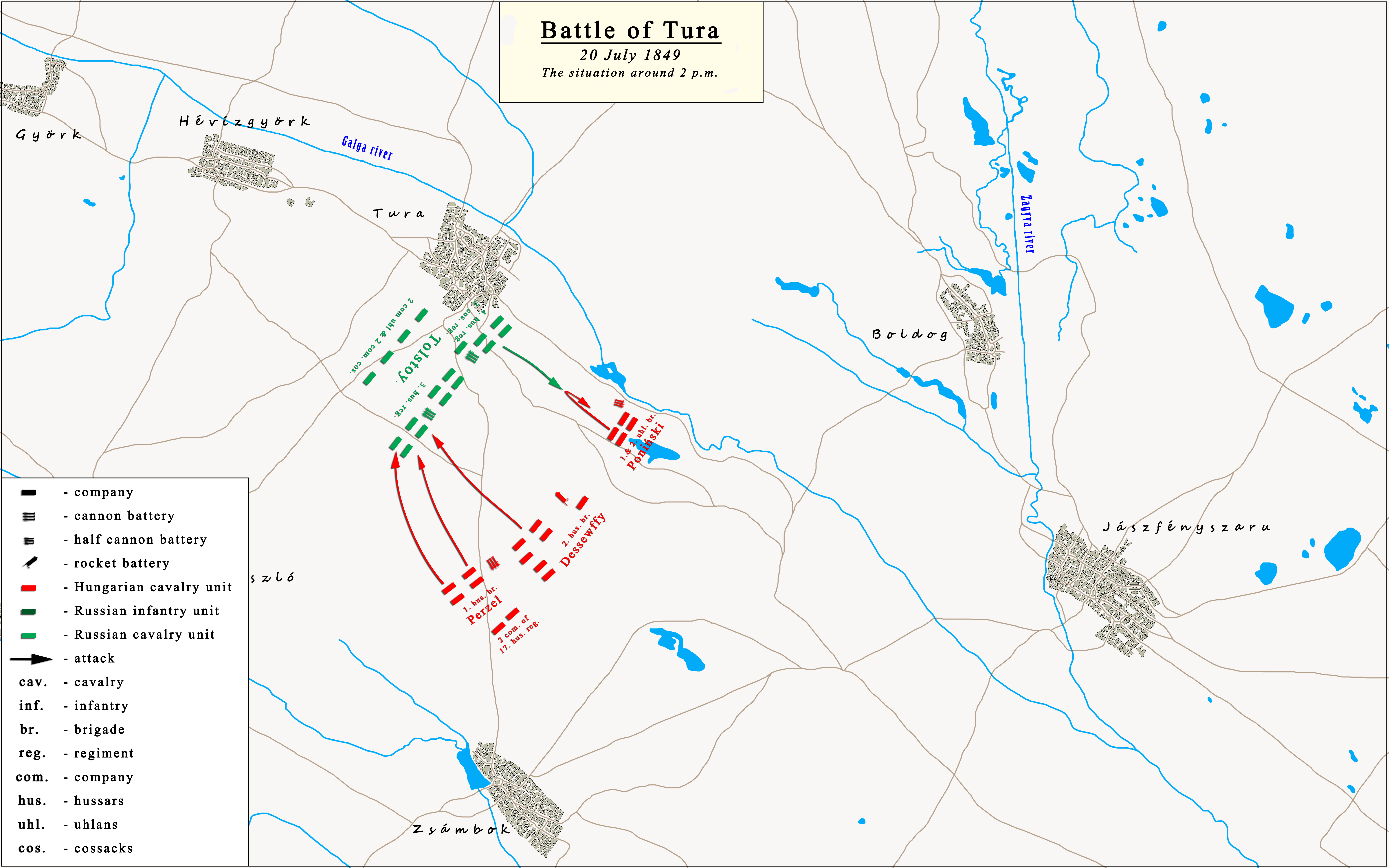
Карта-схема сражения. Ситуация в 14:00

Чтобы ослабить давление русских на Верхнедунайскую армию генерала Артура Гёргея, которая после второго сражения при Ваце (15—17 июля 1849 года) направлялась к месту встречи венгерских армий в районе Сегеда, венгерская Армия Тисы, насчитывавшая 26 500 солдат и 49 орудий, двинулись на север. Частью военного плана было то, что кавалерийская дивизия под командованием генерала Аристида Дешевфи должна была провести разведку в направлении Ясфенишара, чтобы отвлечь внимание русских войск.
Получив сведения о передвижения частей генерала Мора Перцеля в районе Сольнока, в тылу русских войск, Паскевич решил прикрыть свои транспортные колонны, двигавшиеся к Пешту, дивизией. Для этой задачи, а также чтобы собрать информацию о войсках противника, под команду генерала А. П. Толстого он выделил 13 кавалерийских эскадронов и 14 орудий конной артиллерии. 18 июля Паскевич также отправил вслед за Толстым пехотную бригаду из 5-й дивизии генерал-лейтенанта И. М. Лабынцева (7 батальонов и одна батарея).
Кавалерийская дивизия генерала Дешевфи — 13 гусарских эскадронов, 4 польских уланских эскадрона и 12 орудий — 20 июля вышла из Надькаты в Ясфенишару. У Тоалмаша они наткнулись на небольшой казачий отряд, который тут же отступил и сообщил генералу Толстому о появлении венгерских войск. Толстой немедленно привел свою дивизию в боевой порядок южнее Туры. Венгры не начинали бой до прибытия в 13:00 бригады, приведенной самим командующим армией генералом Перцелем, расположившейся на левом фланге.
Сражение началось с ожесточенной артиллерийской дуэли, которая подвергла кавалерию обеих сторон серьёзному испытанию. После часа обстрела венгерский правый и левый фланг одновременно начали атаку, которая была особенно успешной с левой стороны. На кукурузных полях разгорелся рукопашный бой семи венгерских гусарских рот с российским Елизаветградским гусарским полком, в результате чего правый фланг русских отступил.
В этот решающий момент на поле боя из Хатвана прибыла пехотная бригада во главе с самим И. М. Лабынцевым. Лабынцев развернул одну часть бригады на русском левом фланге, а другую — на отступающем правом, и открыл огонь из пушек по венгерскому центру. Перцель отправил своих гусар в атаку на развернутую батарею противника, но она не увенчалась успехом. Чтобы не быть отрезанной, атаковавшая слева венгерская кавалерия обошла русские войска через их тыл. Остальные подразделения организованно покинули место боя.
Русская кавалерия пыталась преследовать отступающих венгров в направлении Надькаты, но без особого успеха. В первую очередь это было связано с тем, что генерал Юзеф Высоцкий с пехотой тем временем продвинулся на Ясфельшёсентдьёрдь. Выполнив здесь свою задачу, он без боя отступил вслед за другими войсками в Надькату, а затем в Абони.
Хотя русские остались хозяевами поля боя, цель Перцеля по ослаблению давления русских на армию Гёргея была достигнута, что помогло последнему добиться успеха в его марш-манёвре вдоль южных и западных склонов Карпат в направлении Сегеда.